# Národní česko-slovenské muzeum a knihovna
Národní české a slovenské muzeum a knihovna (anglicky National Czech & Slovak Museum & Library, zkratka NCSML) je muzeum a knihovna zaměřující se na českou a slovenskou historii a kulturu, na české a slovenské emigranty v USA i jejich potomky. Nachází se v Cedar Rapids ve státě Iowa ve Spojených státech amerických. Muzeum bylo založeno v roce 1974 a za dobu své existence vystřídalo několik působišť. Muzeum a knihovna byly vážně postiženy povodní v Iowě v roce 2008. V roce 2012 byla dokončena rekonstrukce a rozšíření a muzeum bylo znovu otevřeno.

## Historie

### Od nadace k první expozici muzea (1974–1983)

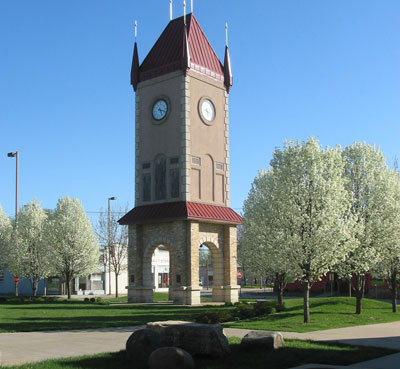
Hodinová věž jihočeské inspirace v areálu NCSML

Několik amerických Čechů druhé a třetí generace, žijících v Iowě v oblasti Cedar Rapids, tam v roce 1974 založilo nadaci Czech Fine Arts Foundation, aby jejich kultura a dědictví neupadly v zapomnění. V roce 1978 se tato skupina, kvůli rostoucímu počtu artefaktů a dokumentů ve své sbírce, rozhodla založit „České muzeum“. Toto muzeum se nacházelo v třípokojovém bytě, kde se jeho sbírky s pomocí dobrovolníků postupně rozšiřovaly. V roce 1981 se muzeum přestěhovalo do současné lokality. Zde iniciátoři chtěli otevřít trvalou expozici pro veřejnost. V roce 1983 získalo muzeum dům po českých přistěhovalcích o rozloze asi 200 čtverečních metrů a přestěhovalo jej na svůj pozemek. Tam jej posléze zrestaurovalo a vybavilo nábytkem ve stylu 80. a 90. let 19. století.

### Od rozšiřování sbírek k nové budově (1983–1995)

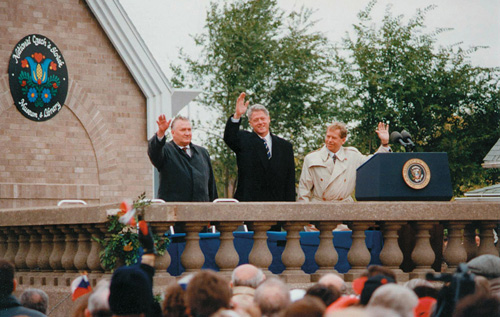
Prezidenti České republiky, Slovenska a Spojených států při slavnostním otevření nové budovy muzea v roce 1995.

V roce 1984 začalo muzeum zaměstnávat stálé zaměstnance a během 80. let získalo další exponáty a finanční podporu od českých a slovenských přistěhovalců. Během těchto let přijalo muzeum své současné jméno. Po Sametové revoluci se československo-americké kontakty rychle rozšiřovaly a byl i politický zájem na lepší prezentaci muzea. Budova však byla příliš malá. Muzeum tedy začalo připravovat projekt na postavení nové budovy o rozloze asi 1 500 čtverečních metrů v blízkosti „Czech village“, české vesnice, osídlené emigranty od 19. století. Začalo na koupi pozemků shromažďovat finance.
28. října 1993 byl položen základní kámen nové budovy a 21. října 1995 byla budova slavnostně otevřena za přítomnosti prezidenta Spojených států Billa Clintona, českého prezidenta Václava Havla a slovenského prezidenta Michala Kováče. Tohoto slavnostního otevření se účastnilo zhruba 7 000 lidí.

### Velké výstavy a nové aktivity (1997–2007)

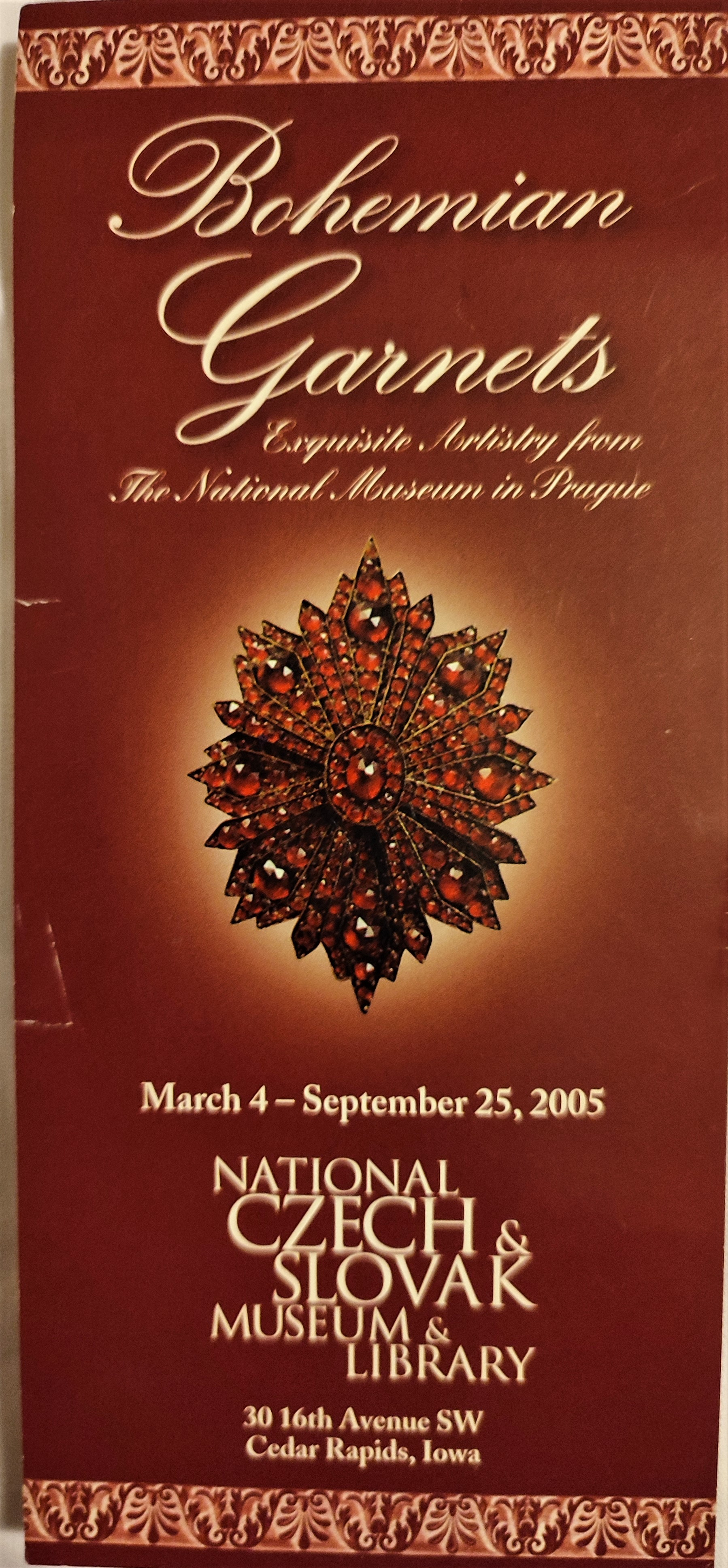
/Pozvánka na výstavu České granáty, 2005

24. května 1997 otevřelo muzeum českou výstavu s názvem  Tisíc let české kultury: Bohatství Národního muzea v Praze (A Thousand Years of Czech Culture: Riches from the National Museum in Prague), na níž byly vystaveny exponáty z historického a národopisného oddělení Národního muzea v Praze. Výstava i s katalogem přicestovala z Old Salemu v Severní Karolíně, kde byla uvedena již roku 1996 Podle statistiky muzea tuto expozici vidělo přes 30 000 návštěvníků, kteří přijeli z USA a dalších států. V roce 1998 došlo k uvedení trvalé expozice s názvem Domovina: Příběh Čechů a Slováků (Homelands: The Story of the Czech and Slovak People). V roce 1999 uspořádalo muzeum svou první konferenci o české historii a kultuře.
V roce 2000 došlo v muzeu k významným renovacím a přestavbě. Byly vytvořeny zabezpečené klimatizované skladovací prostory a depozitář pro krátkodobé expozice, který vznikl rozdělením společenského sálu. Ve stejném roce se počet knih v knihovně zdvojnásobil, a to především o sbírku slovanských spisů získaných od Benediktinské univerzity. Muzeum a knihovna také začaly vydávat historicky zaměřený časopis Slovo, do něhož čeští, slovenští a američtí odborníci píší stati k určenému aktuálnímu tématu z historie.
V následujících letech muzeum dále rozšiřovalo své sbírky a stále častěji pořádalo různé akce. V roce 2001 začalo muzeum plánovat, jak získat další nemovitosti, které chtělo posléze využít jako výzkumná a umělecká centra a zahájilo tedy fundraisingovou kampaň jejímž cílem bylo rozšířit nadační fond muzea o 5 milionů dolarů a to nejpozději do roku 2005. Muzeum uvedlo, že počet členů nadace v roce 2002 přesáhl 1 900 osob. V roce 2002 uvedlo muzeum výstavu „Dress for the Dance of Life“ („Kroje pro tanec života“) z různých českých sbírek lidových krojů, která byla přístupná až do 19. ledna 2003 a o její popularitě svědčil také úspěšný prodej krojovaných panenek. Muzeum v této době začalo každoročně pořádat setkání sběratelů českého skla a Mezinárodní československá genealogické společnosti.
Od 4. března do 25. září roku 2005 se konala výstava s názvem České granáty (anglicky The Bohemian Garnets), na níž byly vystaveny granátové šperky a galanterie od renesance po současnost, granátem zdobené chrámové nádobí a monstrance, ale i řády a vyznamenáni. Výstavu připravilo opět Národní muzeum v Praze se zápůjčkami z dalších institucí včetně církve. Úspěšný byl také prodej českých granátových šperků z družstva Granát v Turnově.

### Povodeň v roce 2008 a rekonstrukce

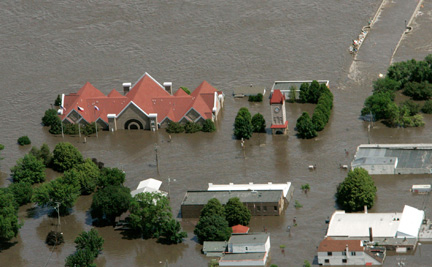
Povodeň v roce 2008

V roce 2008 se řeka Cedar vylila z břehů a zaplavila budovu muzea a knihovny včetně sbírek v depozitářích do výše dvou a půl metru, poškodila tak velké množství exponátů. Škoda byla odhadována na osm až devět milionů dolarů. Potopa udeřila těsně před tím, než muzeum odhalilo své plány na zvětšení (až ztrojnásobení) svých prostor.
Personálu se podařilo odvézt a zachránit dva plné kamiony exponátů a knih, než povodeň udeřila. Exponáty zaměřené na folklór a výtvarné umění byly převezeny jako první. Dvě expozice byly zničeny úplně, a to expozice Pražské Jaro 1968 a expozice zaměřená na následný vpád vojsk Varšavské smlouvy do Československa. Když voda opadla, byly exponáty, které se nacházely ve vyšších patrech budovy, kam voda nedosáhla, převezeny na bezpečné místo a poškozené exponáty z nižších pater byly převezeny k restauraci. Část knih byla převezena do Chicaga k lyofilizaci a následné restauraci. Chicagské Centrum konzervace památek (The Chicago Conservation Center) nabídlo pomoc při záchraně textilních a lněných exponátů.
Před povodní, do roku 2008, muzeum každoročně navštívilo okolo 35 000 návštěvníků a jeho roční ekonomický dopad (na Cedar Rapids) činil 1 milion dolarů. Knihovna vlastnila okolo 30 000 slovenských a ke Slovensku se vztahujících knih. Dvě třetiny z nich nebyly v době povodně vystaveny, a proto nebyly nijak poškozeny. Zhruba 60̬% exponátů pocházelo z Čech, Moravy nebo Slezska a 40% exponátů pocházelo ze Slovenska. Muzeum také v roce 2008 vlastnilo největší sbírku krojů mimo Českou a Slovenskou republiku, nejstarší z krojů pochází z 16. století.
Povodně také poškodily rozsáhlou sbírku gramofonových desek (asi 5 000 desek), na kterých se nacházela Česká a Slovenská hudba z posledních osmdesáti let. Katedra restaurování knih Iowské univerzity v Iowa City však dokázala zachránit většinu desek.
Po povodni se muzeum dočasně přesunulo do nákupního centra Lindale Mall v Cedar Rapids a v dubnu 2010 se opět dočasně vrátilo do Kosek Building čp. 87 na Šestnácté jihovýchodní avenui v Cedar Rapids. Kosekova budova byla postavena v roce 1910. Zde muzeum, i když jen dočasně, konečně otevřelo. Součástí byla galerie a obchod se suvenýry. Zároveň byla otevřena expozice Překonat: Příběh lidí a povodně (Rising Above: The Story of the People and the Flood). Tato expozice porovnávala průběh a škody povodní z let 1929, 1993 a 2008. Byly na ní vystaveny také exponáty z projektu Flood Oral History, který zaznamenává výpovědi obětí povodně. Výstava vypráví příběh povodně pojatý v širším kontextu historie města Cedar Rapids, jeho České vesnice (Czech Village) a Nových Čech (New Bohemia). Budova Kosek building zůstala součástí muzea i po renovaci a přestavbě hlavní budovy.
Iowský senát (The Iowa General Assembly) vyčlenil 10 milionů dolarů na opravu muzea. V roce 2008 přispělo české velvyslanectví 405 000 dolarů na rekonstrukci.
Kvůli povodním mělo muzeum problémy s pojištěním a zapůjčováním materiálů a exponátů z ostatních muzeí. Bylo proto rozhodnuto, že původní budova bude přestěhována ze záplavové oblasti. Cena za přesun byla totiž pouze 713 000 dolarů, kdežto demolice a novostavba budovy by stála okolo 2 milionů dolarů. I přes škody po povodni zůstala budova poměrně neporušená. Muzeum také uvedlo, že chce budovu zachovat kvůli její historické hodnotě a chtělo předejít vzniku skládky na opuštěných ruinách.

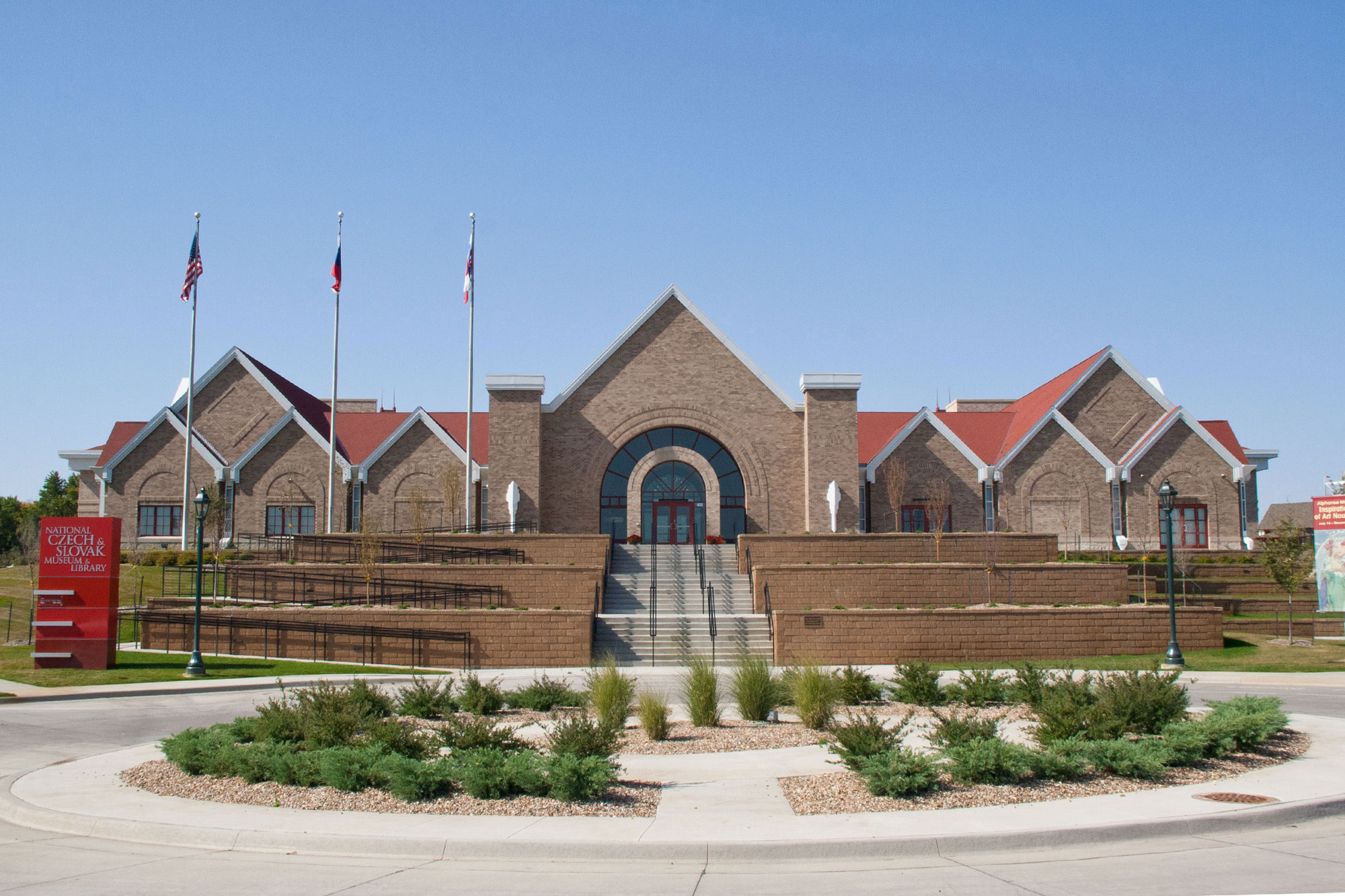
Nové Národní česko-slovenské muzeum a knihovna

Muzeum bylo přesunuto asi 150 metrů od místa, kde stálo původně a bylo umístěno na vyvýšeném místě. Slavnostní otevření pak proběhlo 15. prosince 2010. Muzeum i knihovna, dohromady vážící asi 1 500 tun (dřevo a cihly), byly na nové místo přemístěny 8. a 9. června a budova je nyní situována o 3,4 metru výše než stála původně (zhruba 1 metr nad hladinou povodně z roku 2008). Muzeum pojmenovalo tento přesun „Stěhování monumentů“ (A Monumental Move) a celou akci přenášelo v přímém přenosu na internetu. Cedar Rapids mimo jiné také uzavřelo Šestnáctou Avenue, včetně Mostu lvů ( Bridge of Lions), aby obyvatelé mohli tento přesun sledovat naživo. Firma Jeremy Patterson Structural Moving, která přesun zajišťovala, prohlásila, že šlo o největší muzeum, které bylo kdy přesunuto kvůli povodním.
Přesunuté a přestavěné muzeum je o hodně větší než původní budova. Jeho rozloha je zhruba 4 600 m2, má mnohem více místa pro expozice, rozšířená je výzkumná knihovna, místnosti pro edukační programy, nový obchod, větší sklady a nové kanceláře. Nová budova dostala LEED certifikaci nízké energetické spotřeby a ochrany prostředí. Pro knihovnu a archivy je vyčleněna plocha 510 m²2, je zde divadlo s 51 sedadly, veřejný edukační prostor až pro 400 lidí, podzemní parkoviště pro 65 vozidel, terasa s výhledem na panorama Cedar Rapids a venkovní amfiteátr. Na přestavbu a rekonstrukci bylo vybráno zhruba 25 milionů dolarů.
Muzeum získalo v roce 2008 akreditaci v Aliance amerických muzeí (American Alliance of Museums). V roce 2010 zahájilo investiční kampaň s cílem vybrat 25 milionů dolarů. Tyto peníze chce využít k získáni Kosek Building, na renovaci „Domu přistěhovalců“ a „Centra Babi Burešové“ (The Babi Buresh Center), na projekt a otevření nové trvalé expozice, z níž získá zpět část peněz, vydaných na úklid areálu po přesunu budovy. Dále chce zvýšit nadační jmění, ze kterého bude možné hradit provozní náklady. Muzeum dále uvedlo, že po znovuotevření čeká zvýšení počtu návštěvníků až na 54 000 lidí za rok, což bude mít ekonomický dopad na Cedar Rapid ve výši zhruba 1,1 milionu dolarů.